# New Towns in Hongkong

Siedlungskerne und Bevölkerung der neun New Towns (2016).
Tsing Yi, Tsuen Wan und Kwai Chung sind Teile von Tsuen Wan New Town.
Sha Tin und Ma On Shan sind Teile von Sha Tin New Town.

Die Siedlungsstruktur von Hongkong ist zunehmend durch sogenannte New Towns (dt. „neue Städte“) gekennzeichnet. Bei diesen New Towns handelt es sich um Planstädte in den New Territories, die in Reaktion auf den starken Bevölkerungsanstieg in Hongkong nach dem Zweiten Weltkrieg angelegt wurden. Der Bau der New Towns begann in den 1970er Jahren. Derzeit existieren neun New Towns, in denen etwa 3,55 Millionen Personen – etwa 47 Prozent der Bevölkerung Hongkongs – leben (Stand: 2020).

## Geschichte

Bevölkerungsentwicklung von Hongkong seit 1960

Im Jahr 1941, kurz vor der japanischen Besetzung Hongkongs betrug die Bevölkerung der damaligen britischen Kronkolonie etwa 1,6 Millionen. Die Bevölkerung konzentrierte sich ganz überwiegend auf Hong Kong Island und das der Insel auf dem Festland gegenüberliegende Kowloon. Das relativ gebirgige, ebenfalls zur Kronkolonie gehörende Hinterland, die sogenannten New Territories waren demgegenüber verhältnismäßig dünn besiedelt und nicht urbanisiert.
Nach dem Ende des Zweiten Weltkrieges und des Chinesischen Bürgerkrieges nahm die Bevölkerung Hongkongs kontinuierlich und schnell zu. Zum einen beruhte die Zunahme auf einem natürlichen Bevölkerungswachstum und zum anderen auf dem Zustrom von Hunderttausenden Flüchtlingen. Im Jahr 1966 lebten in der ganzen Kronkolonie 3.606.400 Einwohner. Davon lebten in Hong Kong Island 1.030.970 (28,6 %), in Kowloon (in seinen alten Grenzen) 690.180 (19,1 %) und in New Kowloon (das heutige Kowloon nördlich der Boundary Street) 1.342.650 Personen (37,2 %). Die New Territories hatten demgegenüber 542.600 Einwohner (15,0 %). Die Bevölkerungsdichten waren die folgenden: Hong Kong Island 13.637 Ew./km², Kowloon 70.312 Ew./km², New Kowloon 40.716 Ew./km² und New Territories 592 Ew./km². Die eng gedrängten Wohnverhältnisse in Hong Kong Island, Kowloon und New Kowloon nahmen kaum mehr tolerable Ausmaße an. Im Jahr 1954 lebten im nördlichen Umfeld Kowloons mehr als 300.000 Menschen in irregulären slumähnlichen Hüttensiedlungen. Nachdem die britische Verwaltung Hongkongs lange Zeit eine Politik des Laissez faire gegenüber dem Wohnungsmarkt verfolgt hatte und diesen weitgehend der Privatwirtschaft überlassen hatte, nahm sie sich ab den 1970er Jahren des Wohnungsproblems an.

## Ausbauphasen derNew Towns
Nach jahrelanger Vorbereitung begann die Administration Hongkongs im Jahr 1973 das New Town Development Program umzusetzen. Zur konkreten Umsetzung wurde eine eigene Behörde, das New Territories Development Department (NTDD) gegründet. Die Bevölkerung Hongkongs belief sich damals auf 4,2 Millionen und die Planungen sahen vor, drei neue Planstädte Tsuen Wan New Town, Sha Tin New Town und Tuen Mun New Town für 1,8 Millionen Bewohner zu erbauen. Die Bauarbeiten zu diesen drei New Towns der ersten Phase begannen Anfang der 1970er Jahre. In einer zweiten Ausbauphase, die Ende der 1970er Jahre begann, wurde mit der Entwicklung von weiteren drei New Towns (Tai Po New Town, Fanling New Town/Sheung Shui New Town und Yuen Long New Town) begonnen. Eine dritte Ausbauphase ab den 1980er und 1990er Jahren umfasste die drei New Towns Tseung Kwan O, Tin Shui Wai und Tung Chung.
Die Wohneinheiten in den New Towns wurden zum Teil in Regie der Regierung und zum Teil in privater Trägerschaft erbaut. Um den Ausbau der Infrastruktur (Straßen, öffentlicher Nahverkehr etc.) und den Bau öffentlicher Einrichtungen (Schulen etc.) kümmerte sich die Regierung.

## BestehendeNew Towns
Die folgende Tabelle gibt eine Übersicht über den Entwicklungsstand der New Towns.
| New Town (englisch)                                                                           | 新市鎮 (chin.)                                                  | Entwicklungs- zeitraum                          | Bevölkerung | Bevölkerung         | Fläche [km²] | Distrikt              | Bemerkungen |
| New Town (englisch)                                                                           | 新市鎮 (chin.)                                                  | Entwicklungs- zeitraum                          | 2021        | geplant             | Fläche [km²] | Distrikt              | Bemerkungen |
| --------------------------------------------------------------------------------------------- | --------------------------------------------------------------- | ----------------------------------------------- | ----------- | ------------------- | ------------ | --------------------- | --- |
| Tsuen Wan New Town (Tsuen Wan, Kwai Chung, Tsing Yi)                                          | 荃灣新市鎮 (荃灣市中心, 葵涌, 青衣)                             | 1959 (Anfänge) ab 1973 (planmäßige Entwicklung) | 800.415*    | 860.000             | 032,86       | Tsuen Wan, Kwai Tsing | Tsuen Wan war ursprünglich ein Industriegebiet. Obwohl die Industrien überwiegend nach Festlandchina abgewandert sind, hat es einen gewissen Industriecharakter behalten. Neun Containerterminals sind hier lokalisiert.                                                                              |
| Sha Tin New Town (Sha Tin, Tai Wai, Ma On Shan New Town)                                      | 沙田新市鎮 (沙田市中心, 大圍, 馬鞍山新市鎮)                     | ab 1973                                         | 698.080**   | 770.000             | 035,91       | Sha Tin               | Sha Tin New Town wurde überwiegend auf gewonnenem Neuland von Tolo Harbour erbaut. |
| Tuen Mun New Town                                                                             | 屯門新市鎮                                                      | ab 1973                                         | 501.491     | 618.000             | 032,66       | Tuen Mun              | Tue Mun New Town wurde auf neu gewonnenem Land aus der Castle Peak Bay und aus eingeebnetem Land in dem Tal zwischen Castle Peak und Tai Lam Hills erbaut. |
| Tai Po New Town                                                                               | 大埔新市鎮                                                      | ab 1976                                         | 276.395     | 324.000             | 030,06       | Tai Po                | Tai Po war früher ein traditioneller Marktort der umgebenden historischen Dörfer und Siedlungen. |
| Yuen Long New Town                                                                            | 元朗新市鎮                                                      | ab 1977                                         | 169.921     | 186.000             | 05,61        | Yuen Long             | Yuen Long war früher ein traditioneller Marktort der umgebenden historischen Dörfer und Siedlungen. |
| Fanling-Sheung Shui New Town                                                                  | 粉嶺/上水新市鎮                                                 | ab 1978                                         | 255.305     | 289.000             | 06,67        | North                 | Fanling und Sheung Shui waren früher traditionelle Marktorte der umgebenden historischen Dörfer und Siedlungen. |
| Tseung Kwan O New Town (Hang Hau, Tsui Lam, Po Lam, LOHAS Park, Tiu Keng Leng, Tseung Kwan O) | 將軍澳新市鎮 (坑口, 翠林, 寶林, 日出康城, 調景嶺, 將軍澳市中心) | ab 1982                                         | 417.693     | 470.000             | 017,18       | Sai Kung              | |
| Tin Shui Wai New Town                                                                         | 天水圍新市鎮                                                    | ab 1987                                         | 277.731     | 300.000             | 04,06        | Yuen Long             | Tin Shui Wai New Town wurde auf neu gewonnenem Land aus der Deep Bay erbaut. |
| North Lantau New Town heute: (Tung Chung New Town)                                            | 北大嶼山新市鎮 現今: (東涌新市鎮)                               | ab 1996                                         | 116.022     | 270.000 (124.000) a | 02,45        | Islands               | North Lantau New Town (heute Tung Chung New Town) ist eines der Nebenprojekte des Flughafenbaus auf Chek Lap Kok. Seit Juni 2016 wird an der Erweiterung gearbeitet – dem Tung Chung New Town Extension (Tung Chung East bzw. West). Voraussichtlicher Fertigstellungstermin ist für 2023/24 geplant. |

*)davon Tsuen Wan 304.617, Kwai Chung 316.217, Tsing Yi 179.581.

**)davon Sha Tin 487.724, Ma On Shan New Town 210.356.

## Anmerkung
1. ↑  Die Gesamtbevölkerungszahl Hongkongs beträgt etwa 7,56 Millionen Menschen. (Stand 2020)